# 24e cérémonie des Tony Awards
La 24e cérémonie des Tony Awards a eu lieu le 19 avril 1970 au Mark Hellinger Theatre de Broadway et fut retransmise sur NBC.

## Cérémonie
La cérémonie présentée par Julie Andrews, Shirley MacLaine et Walter Matthau se déroula en présence de plusieurs personnalités venues décerner les prix dont Clive Barnes, Mia Farrow, Elliott Gould, Claire Bloom, Michael Caine, Jack Cassidy, David Frost, Cary Grant, Patricia Neal, George C. Scott, James Stewart, Maggie Smith et Robert Stephens.
Plusieurs spectacles musicaux présentèrent des numéros en live dont : 
- Applause ("Applause" - Bonnie Franklin et la troupe/"Welcome to the Theatre" et "Applause" (reprise) - Lauren Bacall et la troupe)
- Coco ("Always Mademoiselle" - Katharine Hepburn et la troupe)
- Purlie ("I Got Love" - Melba Moore/"Walk Him up the Stairs" - Cleavon Little et la troupe)

## Palmarès
| Meilleure pièce | Meilleure comédie musicale |
| --- | --- |
| - Borstal Boy – Frank McMahon - Child's Play – Robert Marasco - Indians – Arthur Kopit - Last of the Red Hot Lovers – Neil Simon | - Applause - Coco - Purlie |
| Meilleur acteur dans une pièce | Meilleure actrice dans une pièce |
| - Fritz Weaver – Child's Play dans le rôle de Jerome Malley - James Coco – Last of the Red Hot Lovers dans le rôle de Barney Cashman - Frank Grimes – Borstal Boy dans le rôle de Young Behan - Stacy Keach – Indians dans le rôle de Buffalo Bill | - Tammy Grimes – Private Lives dans le rôle d'Amanda Prynne - Geraldine Brooks – Brightower dans le rôle de Sara Brightower - Helen Hayes – Harvey dans le rôle de Veta Louise Simmons                                                                                               |
| Meilleur acteur dans une comédie musicale | Meilleure actrice dans une comédie musicale |
| - Cleavon Little – Purlie dans le rôle de Purlie - Len Cariou – Applause dans le rôle de Bill Sampson - Robert Weede – Cry for Us All dans le rôle d'Edward Quinn                                                                                  | - Lauren Bacall – Applause dans le rôle de Margo Channing - Katharine Hepburn – Coco dans le rôle de Coco Chanel - Dilys Watling – Georgy dans le rôle de Georgina 'Georgy' Parkin                                                                                                   |
| Meilleur acteur de second rôle dans une pièce | Meilleure actrice de second rôle dans une pièce |
| - Ken Howard – Child's Play dans le rôle de Paul Reese - Joseph Bova – The Chinese and Dr. Fish dans le rôle de Mr. Lee - Dennis King – A Patriot for Me dans le rôle de Baron von Epp                                                             | - Blythe Danner – Butterflies Are Free dans le rôle de Jill Tanner - Alice Drummond – The Chinese and Dr. Fish dans le rôle de Mrs. Lee - Eileen Heckart – Butterflies Are Free dans le rôle de Mrs. Baker - Linda Lavin – Last of the Red Hot Lovers dans le rôle de Elaine Navazio |
| Meilleur acteur de second rôle dans une comédie musicale | Meilleure actrice de second rôle dans une comédie musicale |
| - René Auberjonois – Coco dans le rôle de Sebastian Baye - Brandon Maggart – Applause dans le rôle de Buzz Richards - George Rose – Coco dans le rôle de Louis Greff                                                                               | - Melba Moore – Purlie dans le rôle de Lutiebell Gussie Mae Jenkins - Bonnie Franklin – Applause dans le rôle de Bonnie the Gypsy - Penny Fuller – Applause dans le rôle de Eve Harrington - Melissa Hart – Georgy dans le rôle de Meredith                                          |
| Meilleure mise en scène pour une pièce | Meilleure mise en scène pour une comédie musicale |
| - Joseph Hardy – Child's Play - Milton Katselas – Butterflies Are Free - Tómas Mac Anna – Borstal Boy - Robert Moore – Last of the Red Hot Lovers                                                                                                  | - Ron Field – Applause - Michael Benthall – Coco - Philip Rose – Purlie |
| Meilleure chorégraphie | Meilleurs décors |
| - Ron Field – Applause - Michael Bennett – Coco - Grover Dale – Billy - Louis Johnson – Purlie | - Jo Mielziner – Child's Play - Howard Bay – Cry for Us All - Ming Cho Lee – Billy - Robert Randolph – Applause |
| Meilleurs costumes | Meilleures lumières |
| - Cecil Beaton – Coco - Ray Aghayan – Applause - W. Robert Lavine – Jimmy! - Freddy Wittop – A Patriot for Me | - Jo Mielziner – Child's Play - Tharon Musser – Applause - Thomas Skelton – Indians |

## Autres récompenses
- Sir Noël Coward pour ses contributions multiples et immortelles au théâtre
- Alfred Lunt et Lynn Fontanne
- New York Shakespeare Festival, pour ses efforts pionniers en faveur de nouvelles pièces
- Barbra Streisand - Star de la décennie[2]